# Whangaroa

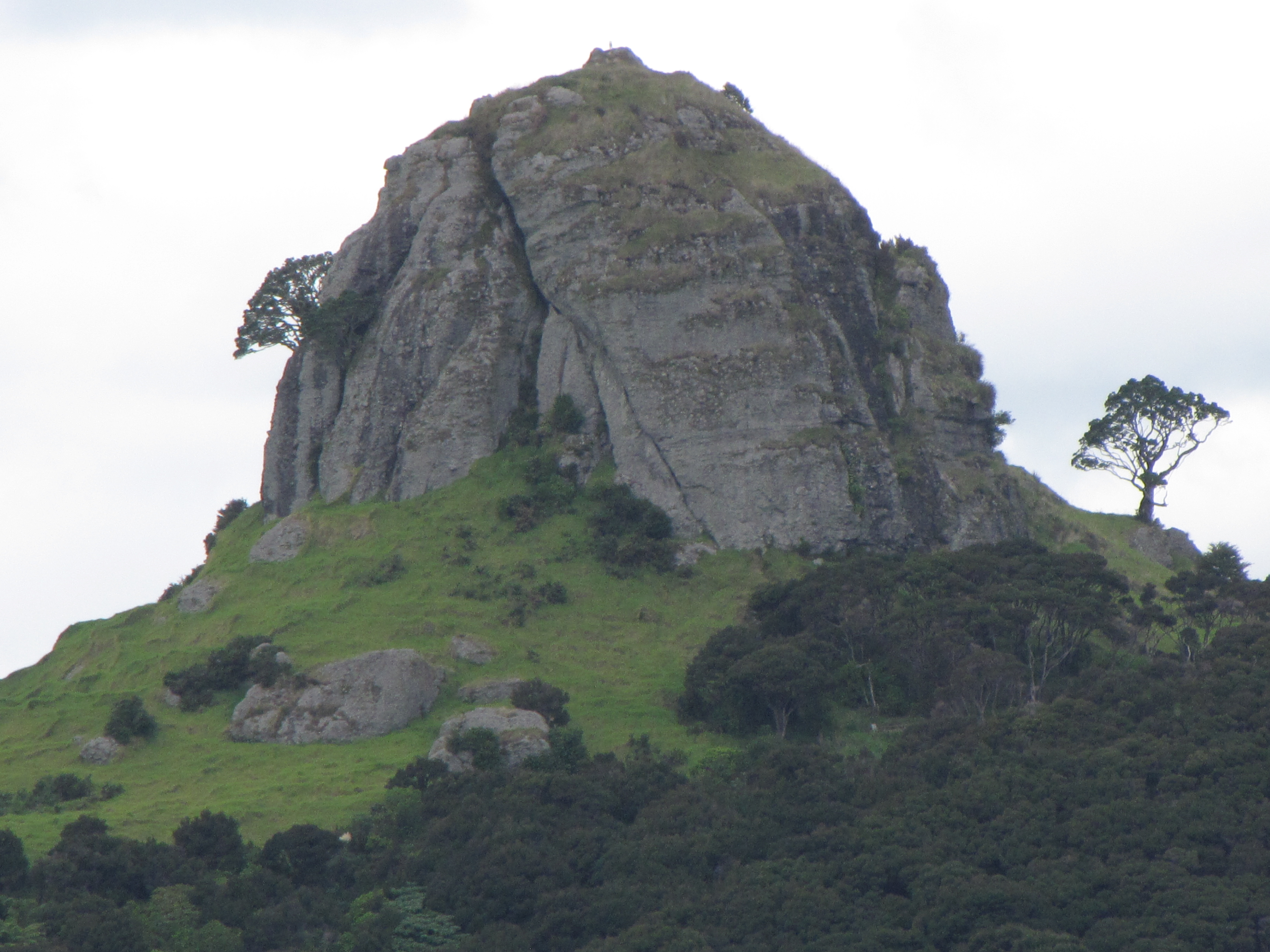
Le piton volcanique St Paul, en langue maori nommé Ohakiri, qui se dresse au-dessus de la ville de Whangaroa

Whangaroa est une localité du secteur du port de Whangaroa (en), située dans la région du Northland, dans l’Île du Nord de la Nouvelle-Zélande.

## Situation
Whangaroa est localisée à 8 km au nord-ouest de la ville de Kaeo et à 35 km au nord-ouest de celle de Kerikeri. 
Le port est presque enclavé et est réputé à la fois pour un site de pêche et comme base pour la pêche en haute mer .

## Histoire
Le port fut le théâtre de l’un des incidents les plus notoires  des débuts de l’histoire néo-zélandaise, le massacre du Boyd. 
En décembre 1809, la quasi-totalité de l’équipage du voilier Boyds et 70 passagers furent tués par utu (vengeance) pour les mauvais traitements infligés au fils d’un chef local, qui faisait partie de l’équipage du bateau.
Plusieurs jours plus tard, le bateau fut brûlé après que la poudre à canon a été accidentellement enflammée.
Les restes du Boyd sont maintenant conservés dans un musée local.
En juin 1823, Wesleydale, la première mission wesleyane en Nouvelle-Zélande, fut établie à Whangaroa.
Le 16 juillet 1824, lors d’un voyage de Tahiti à Sydney, l’équipage et les passagers du voilier colonial Endeavour du capitaine John Dibbs (en) fit escale à Whangaroa  où la mission Wesleyan était localisée. 
Une altercation avec le chef local maori Ngāti Pou (en) de l’hapu (sous-tribu) des Ngapuhi  entraîna l’incident dit de Whangaroa où l'Endeavour fut abordé par les guerriers maoris et l’équipage menacé.
La situation fut dénouée par l’arrivée juste à temps de Te Ara, chef maori de l’iwi des Ngāti Uru (en). 
L’incident fut initialement décrit par le révérend Tyerman comme principalement lié à un problème de différences culturelles, mais plus tard, l’histoire s’avéra être une aventure périlleuse de cannibalisme, qui fit définir les Maoris (pour les lecteurs européens) comme des sauvages barbares.
En février 1827, le fameux chef des Ngapuhi Hongi Hika fut impliqué dans une guerre contre la tribu de Whangaroa.
Agissant contrairement aux ordres de Hongi Hika, quelques-uns de ses guerriers pillèrent et brûlèrent la mission wesleyenne .
Les missionnaires (le révérend Turner, sa femme et ses trois enfants, le révérend Mr Hobbs et Stack, ainsi que Wade et sa femme), furent contraints de partir d'urgence en bateau de Whangarooa pour sauver leurs vies. Ils furent emmenés par mer jusqu’à Sydney en Nouvelle-Galles du Sud.
Durant une escarmouche, Hongi Hika fut blessé par un coup de feu à la poitrine par un de ses guerriers 
Le 6 mars 1828, Hongi Hika mourut à Whangaroa .

## Autres lectures
(en)Wises New Zealand Guide, 7 e, 1979.